# Tetraphenylporphyrin
Tetraphenylporphyrin, abgekürzt TPP oder 2HTPP, ist ein synthetischer heterocyclischer Stoff, der natürlich vorkommenden Porphyrinen ähnelt. Porphyrine sind Farbstoffe und Cofaktoren, die in Hämoglobin und Cytochromen vorkommen und Chlorophyll und Vitamin B12 ähneln. Tetraphenylporphyrin ist ein hydrophober violetter Feststoff, der symmetrisch substituiert, einfach zu synthetisieren und in nichtpolaren organischen Lösemitteln wie Chloroform und Benzen löslich ist.

## Synthese und Struktur
Tetraphenylporphyrin wurde zuerst 1935 von Rothemund synthetisiert, indem er Pyrrol mit Benzaldehyd im Bombenrohr bei 150 °C reagieren ließ. Die Reaktionsdauer betrug hierbei 24 h und die Ausbeute war nie höher als etwa 10 %.
1967 entwickelten Adler und Longo eine effektivere Synthese, indem sie Pyrrol und Benzaldehyd in Propionsäure als Lösungsmittel reagieren ließen. Hierbei betrug die Reaktionszeit ca. 30 min und es konnten Ausbeuten von über 20 % erzielt werden:
Trotz der geringen Ausbeute wird diese Synthese häufig zu Lehrzwecken in Universitäten durchgeführt.
TPP gehört zu der Symmetriegruppe D2h. Die geringe Symmetrie wird durch die aus der Ebene der Pyrrolringe herausragenden N-H-Bindungen verursacht. Im Gegensatz zu natürlichen Porphyrinen ist H2TPP an den oxidationsempfindlicheren Kohlenstoffen substituiert. Dieses Substitutionsmuster wird auch als  meso-Porphyrin bezeichnet.
H2TPP kann sulfoniert werden, um wasserlösliche Derivate zu erhalten:

## Optische Eigenschaften

Optische Eigenschaften von Tetraphenylporphyrin in Toluol

Tetraphenylporphyrin hat ein starkes Absorptionsmaximum bei 419 nm (die sogenannte Soret-Bande) und vier kleinere Maxima bei 515 nm, 550 nm, 593 nm und 649 nm. Es zeigt eine rote Fluoreszenz mit einem Maximum bei 649 nm und 717 nm. Die Quantenausbeute liegt bei 11 %.

## Anwendungen
Tetraphenylporphyrin sowie seine Derivate können als Liganden für Schwermetallkationen fungieren. Die auf diese Weise hergestellten Komplexe haben teilweise interessante Eigenschaften und können z. B. in der Histologie als Färbemittel verwendet werden. Tetraphenylporphyrin selbst kann als Photosensibilisator bei der Darstellung von Singulett-Sauerstoff verwendet werden.
Es kann auch an Stelle des cancerogenen Cobalt(II)-chlorids in Kombination mit Magnesiumchlorid und Silica Gel als Feuchtigkeits-Indikator verwendet werden.